# جيمس يي
جيمس يي (بالصينية: 余优素福) (ويعرف أيضاً باسمه العربي يوسف يي) هو جندي أمريكي سابق في القوات البرية الأمريكية برتبة كابتن، عمل في معتقل غوانتانامو، وخضع للتحقيق المكثف من قبل الولايات المتحدة، ولكن أُسقطت كل التهم عنه في وقت لاحق، وهو مؤلف كتاب لله ثم للوطن.

## نشأته
هو صيني أمريكي ولد في نيو جيرسي ونشأ في بلدة سبرينغفيلد، ودرس في جوناثان دايتون، وتخرج في ويست بوينت في عام 1990.  في عام 1991 ترك جيمس يي اللوثرية المسيحية واعتنق الإسلام، ودرس الإسلام في سوريا، وتزوج زوجة فلسطينية، ولديه طفل.

## حياته

### غوانتانامو
كان جميس جنديًّا في القوات البرية الأمريكية برتبة كابتن، وعمل في معتقل غوانتانامو، وتلقى الثناء من رؤسائه عن عمله. ولكنه اعتقل في 10 سبتمبر 2003 في جاكسونفيل في فلوريدا بتهمة تسريب معلومات عن المعتقلين، وقد اتهم بعدة تهم وهي: الفتنة ومساعدة العدو والتجسس وعدم طاعة النظام العام، وقد خفضت هذه التهم لاحقًا إلى عدم الحفاظ على سرية المعلومات.
وأسقطت كافة التهم عنه في 19 مارس 2004، وغادر الولايات المتحدة العسكرية في  يناير 2005.

### بعد غوانتانامو
وفي أكتوبر 2005 نشر جميس كتابه لله ثم للوطن، يحكي فيه قصته وعن الأوضاع في غوانتانامو. 
وفي يوليو 2006 تم توقيفه على الحدود أثناء عودته من رحلة إلى فانكوفر في كولومبيا البريطانية، حيث قال: «ربما يكون هذا دلالة على أني لا أزال موضع اهتمام الحكومة الاتحادية.»
وفي 19 أكتوبر 2007 بث التلفزيون السوري مقابلة معه باللغة العربية، حيث ناقش تدنيس القرآن على يد جنود أمريكيين داخل غوانتانامو.